# لخته‌گیری
در صنعت گاز به عمل جداسازی گاز و میعانات گازی از سیلابه‌های همراه لخته‌گیری گفته می‌شود.
در پالایشگاه‌ها واحد لخته‌گیر کار دریافت گاز، جداسازی گاز از سیلابه‌ها و انتقال آن به سیستم فرآورش را به عهده دارد.
در بخش ورودی پالایشگاه، تعدادی لوله‌های موازی به صورت شیبدار وجود دارد که چون جریان ورودی به پالایشگاه سه فازی است، در اینجا باید جداسازی صورت گیرد. به عبارت دیگر، جریان ورودی به صورت لخته‌های مایع درون گاز است. این لخته‌ها در سیستم لخته‌گیر از جریان ورودی جدا می‌شوند.
جستار وابسته: 
- واحدهای پالایشگاه گاز